# Stigmatopteris ulei
Stigmatopteris ulei är en träjonväxtart som först beskrevs av Carl Frederik Albert Christensen, och fick sitt nu gällande namn av Sehnem. Stigmatopteris ulei ingår i släktet Stigmatopteris och familjen Dryopteridaceae. Inga underarter finns listade.